# Chương trình Voskhod

Tàu Voskhod 1 và 2

Chương trình Voskhod (tiếng Nga: Восхо́д, IPA: [vɐsˈxot], Bình minh) là chương trình không gian có người lái thứ 2 của Liên Xô. Hai sứ mệnh có người lái diễn ra trong thời gian một ngày, sử dụng tàu vũ trụ Voskhod. Hai sứ mệnh Voskhod diễn ra vào năm 1964 và 1965, và một sứ mệnh đưa hai chú chó lên quỹ đạo trong vòng 22 ngày vào năm 1966.
Việc phát triển tàu vũ trụ Voskhod được tiếp nối từ chương trình Vostok và tận dụng lại các tàu vũ trụ trong 6 sứ mệnh Vostok bị hủy bỏ. Chương trình Voskhod được nối tiếp bởi chương trình Soyuz.

## Thiết kế
Tàu vũ trụ Voskhod về cơ bản chính là tàu vũ trụ Vostok, với việc bổ sung động cơ tên lửa nhiên liệu rắn vào phía trên của module hạ cánh. Vì khối lượng của nó nặng hơn tàu Vostok khá nhiều nên tàu Voskhod sử dụng tên lửa đẩy 11A57, một tên lửa Molniya 8K78M với tầng đẩy Blok L được loại bỏ, sau này nó trở thành cơ sở của tên lửa đẩy Soyuz. Ghế thoát hiểm đã được loại bỏ để cho phép lắp đặt ghế cho hai hoặc ba phi hành gia. Chiếc ghế này ở vị trí vuông góc so với vị trí ghế của phi hành đoàn trên tàu Vostok. Tuy nhiên, vị trí của điều khiển không thay đổi, do đó phi hành đoàn buộc phải ngửa cổ 90° để quan sát bảng điều khiển.
Tàu Voskhod 2 được bổ sung thêm khoang điều áp có thể co duỗi được, đối diện với cửa sập vào tàu vũ trụ. Sau khi hoàn thành sứ mệnh đi bộ ngoài vũ trụ, khoang điều áp sẽ được tách bỏ. Điều này là bắt buộc do các thiết bị điện tử và môi trường làm việc của chúng được làm mát nhờ không khí, và việc giảm áp trên quỹ đạo sẽ làm quá nhiệt. Một động cơ hãm nhiên liệu rắn cũng được bổ sung cùng với dù hãm để giảm tốc độ hạ cánh của tàu. Điều này khác với Vostok, vì module hạ cánh của tàu Voskhod còn mang theo cả phi hành đoàn bên trong.
Không giống như Vostok và sau này là Soyuz, Voskhod không có hệ thống tự hủy chương trình phóng, đồng nghĩa với việc nếu xảy ra trục trặc, sẽ đồng nghĩa với việc phi hành đoàn sẽ hy sinh.
Voskhod có động cơ tên lửa retro dự phòng đặt bên trên của module để đề phòng trường hợp tên lửa retro chính không hoạt động (như đã từng xảy ra trên tàu Voskhod 2). Trong khi tàu Vostok không có tính năng này, nó không được coi là một vấn đề vì tàu vũ trụ sẽ phân rã khỏi quỹ đạo trong vòng 10 ngày. Tàu Voskhod có tải trọng thấp hơn nhiều so với tải trọng của tên lửa đẩy 11A57, đồng nghĩa với việc tàu vũ trụ Voskhod sẽ được đưa lên quỹ đạo cao hơn, và sẽ phân rã khỏi quỹ đạo trong thời gian lâu hơn nhiều.

## Những lần phóng tàu trong chương trình Voskhod

### Không người lái
- Kosmos 47 – chuyến bay không người lái nhằm thử nghiệm hệ thống.
- Kosmos 57 – chuyến bay thử nghiệm, không thành công.
- Kosmos 110 – chuyến bay đưa 2 chú chó Veterok và Ugolyok lên quỹ đạo. 2 chú chó đã thực hiện chuyến bay dài 22 ngày. Phóng tàu ngày 22/2/1966 hạ cánh ngày 16/3.

### Có người lái
| Thứ tự | Sứ mệnh   | Phóng ngày          | Thời gian du hành           | Hạ cánh              | Phi hành đoàn                 | Phi hành đoàn | Phi hành đoàn | Ghi chú                                                 |
| ------ | --------- | ------------------- | --------------------------- | -------------------- | ----------------------------- | ------------- | ------------- | ------------------------------------------------------- |
| 1      | Voskhod 1 | 12/10/1964          | 1 ngày 0 giờ 17 phút 3 giây | 13 tháng 10 năm 1964 | Vladimir Mikhailovich Komarov | K. Feoktistov | B. Yegorov    | Tàu vũ trụ đầu tiên có phi hành đoàn nhiều hơn 1 người. |
| 2      | Voskhod 2 | 18 tháng 3 năm 1965 | 1 ngày 2 giờ 2 phút 17 giây | 19 tháng 3 năm 1965  | P. Belyayev                   | A. Leonov     |               | Lần đầu tiên đi bộ ngoài không gian.                    |

### Các sứ mệnh bị hủy bỏ
- Voskhod 3 – Nhiệm vụ với phi hành đoàn hai người kéo dài 19 ngày để nghiên cứu sự tác động của không trọng lượng trong thời gian dài với trọng lực nhân tạo, các thí nghiệm y tế, quân sự và các thí nghiệm khác[1]
- Voskhod 4 – Sứ mệnh với phi hành đoàn một người kéo dài 20 ngày để nghiên cứu sự tác động của không trọng lượng trong thời gian dài với trọng lực nhân tạo, các thí nghiệm y tế, quân sự và các thí nghiệm khác[2]
- Voskhod 5 – Nhiệm vụ kéo dài 10 ngày dành cho phi hành đoàn gồm hai nữ phi hành gia, thực hiện các thí nghiệm y tế và các thí nghiệm khác và một nữ phi hành gia sẽ tiến hành đi bộ ngoài không gian EVA.[3]
- Voskhod 6 – Nhiệm vụ với phi hành đoàn hai người kéo dài 15 ngày với các thí nghiệm quân sự và các thí nghiệm khác, thực hiện nhiều chuyến đi bộ ngoài không gian để kiểm tra vành đai phản lực EVA mới[4]

## Kết quả
Trong khi chương trình vũ trụ Vostok được dành nhiều hơn cho mục đích tìm hiểu tác động của du hành vũ trụ và vi trọng lực đối với cơ thể con người, thì hai sứ mệnh của tàu Voskhod lại hướng tới những mục tiêu lớn hơn. Voskhod 2 đã làm người Liên Xô trở thành người đầu tiên thực hiện đi bộ ngoài không gian, ngoài ra sứ mệnh Voskhod 1 đã đưa phi hành đoàn gồm nhiều phi hành gia đầu tiên lên quỹ đạo, trước khi người Mỹ có thể làm được điều tương tự. Sau khi các mục tiêu chính của chương trình được thực hiện, chương trình Voskhod dự định chinh phục những cột mốc mới, với việc đưa nữ phi hành gia đầu tiên đi bộ ngoài vũ trụ. Tuy nhiên việc chậm trễ trong chuẩn bị cho sứ mệnh Voskhod 3, cùng với việc chương trình Gemini đã hoàn thành hầu hết những gì đã được lên kế hoạch cho các sứ mệnh tàu Voskhod trong tương lai. Cuối cùng, chương trình Voskhod bị bỏ rơi, thay vào đó là chương trình Soyuz.